# Квинт Планий Сард Луций Варий Амбибул
Квинт Планий Сард Луций Варий Амбибул (на латински: Quintus Planius Sardus Lucius Varius Ambibulus) e политик и сенатор на Римската империя през 2 век.
През 128 г. той е суфектконсул заедно с Авъл Егрилий Плариан.